# Paul D. Boyer
Paul Delos Boyer (31 tháng 7 năm 1918 – 2 tháng 6 năm 2018) là nhà hóa học người Mỹ. Ông đoạt Giải Nobel Hóa học năm 1997 cùng với John E. Walker nhờ công trình "nghiên cứu cơ chế enzyme đằng sau quá trình tổng hợp ATP" giúp lý giải cách thức mà các tế bào lưu trữ và truyền năng lượng. Cùng nhận giải này năm đó còn có Jens Christian Skou nhờ phát hiện của ông về enzyme vận chuyển ion Na+/K+-ATPase.